# Paul Bird Motorsport

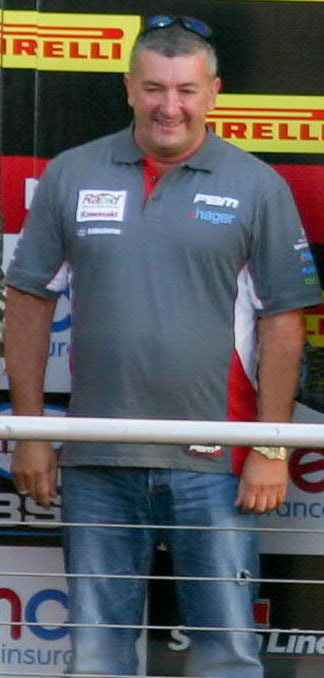
Teamchef und Namensgeber Paul Bird.

Paul Bird Motorsport ist ein britisches Motorradsportteam, welches seit etlichen Jahren an der britischen Superbike-Meisterschaft sowie von 2012 bis 2014 an der MotoGP-Klasse der FIM-Motorrad-Weltmeisterschaft teilnahm.
MotoGP-Fahrer für Paul Bird Motorsport waren James Ellison, Yonny Hernández, Michael Laverty, Damian Cudlin und Broc Parkes. Man setzte erst Motorräder von ART, dann einen Eigenbau ein.

## Statistik

### MotoGP-Team-WM-Ergebnisse
- 2012 – Elfter
- 2013 – Zwölfter
- 2014 – Zwölfter

### MotoGP-Konstrukteurs-WM-Ergebnisse
- 2013 – Achter
- 2014 – Sechster